# Spiderbait
Spiderbait – australijski zespół rockowy, który ma dwie płyty z 'TOP 10' i inne 3 albumy, które osiągnęły 'TOP40' w Australii. Ich piosenka „Buy Me a Pony” została numerem #1 na „Triple J Hottest 100 for 1996”, grupa osiągnęła sukces singlem „Black Betty” z płyty „Tonight Alright”. Ponadto utwór „Black Betty” został wykorzystany do soundtracku gry „Need for Speed: Underground 2”. Sławę przyniósł im też cover piosenki Johnny'ego Casha „Ghost Riders in The Sky” który został wykorzystany w filmie Ghost Rider.

## Skład
- Mark Maher – wokal, perkusja
- Damien Whitty – gitara
- Janet English – gitara basowa, wokal

## Dyskografia
- Shashavaglava (1992)
- The Unfinished Spanish Galleon of Finley Lake (1995)
- Ivy and the Big Apples (1996)
- Grand Slam (1999)
- The Flight of Wally Funk (2001)
- Tonight Alright (2004)
- Greatest Hits (2005)